# ژوناتاس د ژسوس
ژوناتاس کریستین د ژسوس (پرتغالی: Jonathas Cristian de Jesus؛ زادهٔ ۲۰ مارس ۱۹۸۷) که به صورت ساده با نام ژوناتاس شناخته می‌شود، بازیکن فوتبال اهل برزیل است که در پست مهاجم برای حتا بازی می‌کند.

## باشگاهی
از باشگاه‌هایی که در آن بازی کرده‌است می‌توان به کروزیرو، آزد، برشا، تورینو، لاتینا، الچه، رئال سوسیداد، روبین کازان، هانوفر ۹۶ و کورینتیانس اشاره کرد.